# Opava zastávka
Opava zastávka je železniční zastávka, která se nachází v jihovýchodní části města Opava, v katastrálním území Opava-Předměstí. Leží v km 27,317 neelektrizované jednokolejné železniční trati Opava východ – Hlučín, mezi stanicemi Opava východ a Kravaře ve Slezsku.

## Historie
Zastávka byla postavena v roce 1993. Zastávka měla sloužit hlavně pracovníkům podniku Ostroj, který se nachází v její blízkosti.

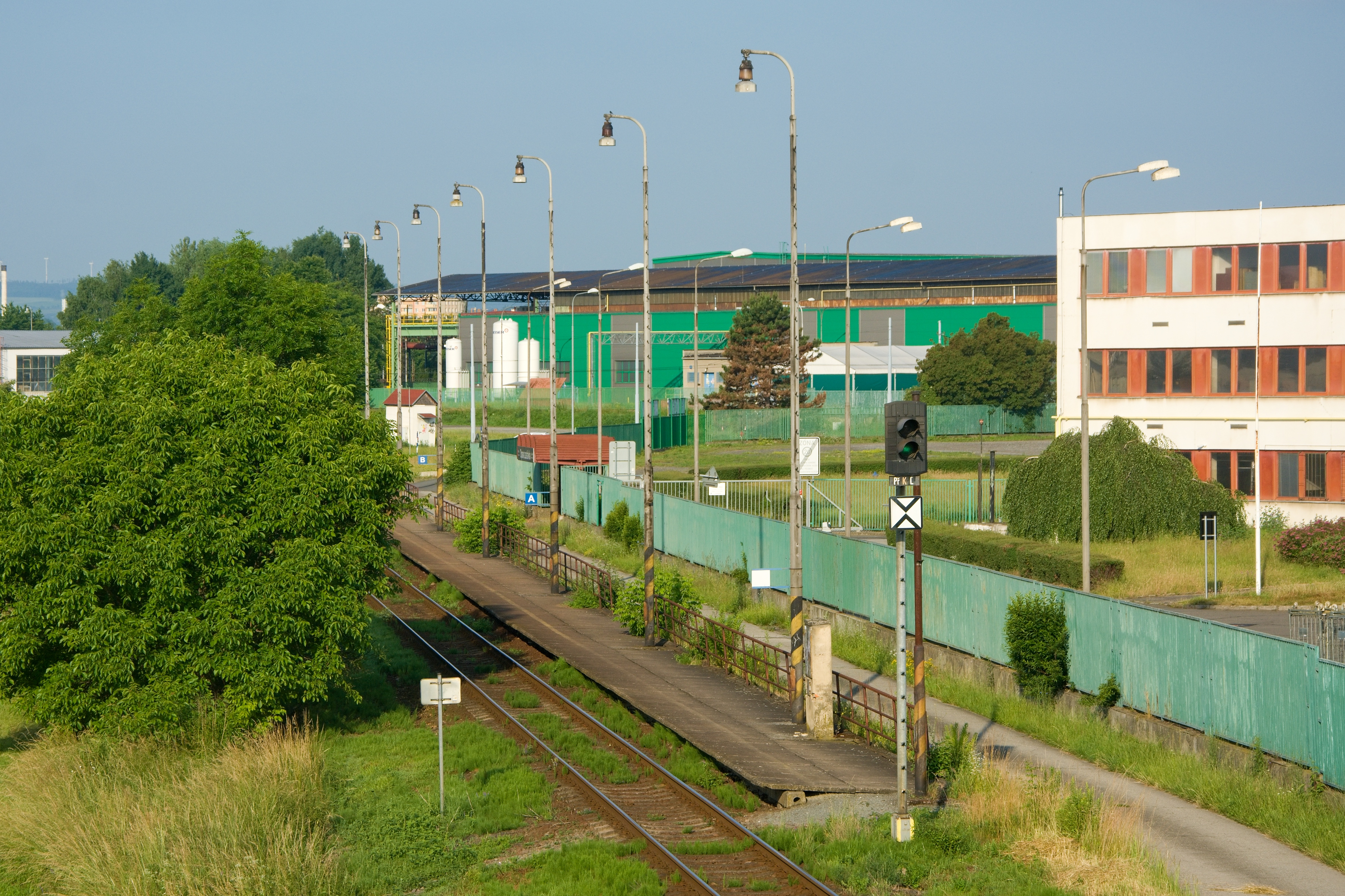
Celkový pohled na zastávku, vpravo areál Ostroj

## Popis zastávky
Zastávkou prochází traťová kolej, u které je zřízeno vnější nástupiště o délce 160 m s nástupní hranou ve výšce 300 mm nad temenem kolejnice. Nástupiště je rozděleno na sektory. Zastávka se nachází mezi předvěstí PřKL a vjezdovým návěstidlem KL do stanice Opava východ.
Poblíž zastávky se v km 27,441 nachází železniční přejezd P7871, kde trať kříží silnice III. třídy č. 4642 (Těšínská ulice). Přejezd je vybaven světelným zabezpečovacím zařízením bez závor.